# Малая Вишерка
Ма́лая Ви́шерка (также Малая Вишера) — река в Маловишерском районе Новгородской области. На реке расположен город Малая Вишера. Берёт начало из болот около урочища Витка, в 10 км к северо-востоку от города. Сливаясь с рекой Большая Вишера образуют реку Вишера приток Малого Волховца. Длина — 54 км, площадь водосборного бассейна — 256 км².
Ниже города по течению реки, по направлению к устью есть деревни: Глутно, Селищи, Поддубье и давно нежилая Красная Вишерка, а выше по течению, от города к истоку — Территория Выселок и Пустая Вишерка.

## Данные водного реестра
Код объекта в государственном водном реестре — 01040200612102000018578.

## Карта
- Лист карты O-36-41 Малая Вишера. Масштаб: 1 : 100 000. Состояние местности на 1976 год. Издание 1987 г.